# Nyambi Nyambi
Nyambi Nyambi (Norman, Oklahoma, 26 de abril de 1979) é um ator americano. Seu papel mais proeminente é Samuel na sitcom da CBS Mike & Molly.
Nyambi virou ator em seu último ano na Bucknell, e decidiu participar NYU (em vez de Yale, onde também tinha sido admitido para a escola de pós-graduação) para perseguir seu interesse na atuação. Ele também participou da Stella Adler Estúdio of Acting em Nova York.
Ele tinha um pequeno papel no filme independente Day Night Day Night como organizador. Ele apareceu no episódio Four Cops Shot no final da 20ª temporada de Law & Order e em um filme independente William Vincent ao lado de James Franco e Josh Lucas.
Sua grande chance veio quando ele estava no elenco da comédia Mike & Molly como Samuel, um garçom senegalês que trabalha no restaurante favorito de Mike e Carl.participou também do 09 capítulo da série DC, Titãs 